# 279.ª Divisão de Infantaria (Alemanha)
A 279ª Divisão de Infantaria (em alemão:279. Infanterie-Division) foi uma unidade militar que serviu no Exército alemão durante a Segunda Guerra Mundial.

## Comandantes
| Comandante                      | Data                               |
| ------------------------------- | ---------------------------------- |
| Generalleutnant Herbert Stimmel | junho de 1940 — 1 de julho de 1940 |

## Área de operações
| Alemanha | junho de 1940 — de julho de 1940 |